# Berga församling, Växjö stift
Berga församling är en församling i Berga pastorat i Allbo-Sunnerbo kontrakt i Växjö stift. Församlingen ligger i Ljungby kommun i Kronobergs län.
Församlingskyrkor är Berga kyrka, i utkanten av tätorten Lagan, och Den helige Sigfrids kapell.

## Administrativ historik
Församlingen har medeltida ursprung.
Församlingen var till den 1 maj 1919 annexförsamling i pastoratet Vittaryd, Berga och Dörarp för att därefter bli moderförsamling i samma pastorat. Från 1974 är församlingen moderförsamling i pastoratet Berga, Vittaryd, Dörarp, Bolmsö och Tannåker.

## Berga församlingshem
I församlingshemmet står en orgel tillverkad 1982 av Västbo orgelbyggeri, Långaryd. Orgeln är mekanisk.
| Manual       | Pedal      | Koppel   |  |
| Gedackt 8’   | Subbas 16’ | Man/Ped. |  |
| Rörflöjt 4’  |            |          |  |
| Principal 2’ |            |          |  |
| Nasat 1 1⁄3’ |            |          |  |